# Гельський футбол

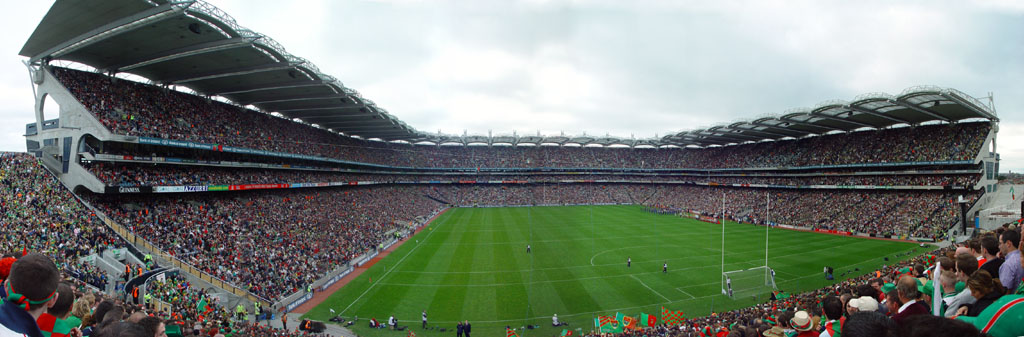
Стадіон Кроук Парк, Дублін в Ірландії

Ге́льський футбо́л (ірл. Peil, Peil Ghaelach або Caid; англ. Gaelic football) — національний вид спорту в Ірландії, один з різновидів футболу.
Згідно з даними статистики, цей вид спорту приваблює найбільшу кількість глядачів в Ірландії, сягаючи понад 34 % всіх глядачів.
Ге́льський футбо́л — це один із видів спорту, яким керує Гельська атлетична асоціація, до складу якої входить понад 800.000 членів. Федерація дотримується суворих правил аматорського спорту. Головною подією гельського футболу є Всеірландський футбольний фінал. Вважається, що гельський футбол є нащадком стародавнього ірландського футболу, відомого в історичних хроніках, як caid. Щоправда, сучасні правила були встановлені лише в 1886 р.

## Історія
Гельський футбол — це один з найдавніших видів спорту в світі, в який досі грають. Найбільше у нього грають в Ірландії та країнах з великим прошарком громадян ірландського походження.
Уперше про ґельський футбол було згадано 1308 року. Згідно з судовим записом чоловік на ім'я Джон МакКрокан звинувачувався у тому, що він під час гри у футбол в містечку Ньюкаслі поблизу Дубліна вбив гравця Вілляма Бернарда.
Галвуйським статутом 1527 дозволялося грати в гельський футбол та стріляти з лука, але не дозволялося грати в «гоки» (hokie), що пізніше перетворилося на ірландську гру герлінг.
У XVII-му столітті ставлення правлячих класів до народної гри змінилося, і відтоді гра опинилася під захистом дрібномаєтного дворянства (джентрі).
Найдавнішим описом визнаної владою гри був опис матчу, який зіграли в 1670 році у графстві Міт.
У 1695 році був прийнятий «Акт про додержання неділі», який забороняв грати в спортивні ігри в неділю. За порушення цього закону було встановлено штраф у розмірі одного шилінга. Проте влада не змогла втілити цей закон у реальність, адже ґельський футбол набув великого поширення та популярності.
На початку XIX-го століття в графстві Керрі були дуже поширені народні ігри з м'ячем під єдиною назвою caid. Їх грали повсюди, воротами могли бути навіть стовбури дерев. Під час гри дозволялося хапати суперників руками та брати м'яч руками.
Правила гри в гельський футбол були складені в 1887 році Морісом Дейвіном (Maurice Davin), співзасновником Гельської атлетичної асоціації та відомим аматорським спортсменом.
У Криваву неділю 1920 року в розпал війни Ірландії за незалежність під час гри на стадіоні Кроук Парк було вбито 14 та поранено 65 чоловік. Напад був здійснений так званими «британськими силами», організацією ірландських ветеранів Першої світової війни, що виступали на боці Англії.
Жінки також грають у гельський футбол. Популярності жіночий різновид ґельского футболу набув у 70-ті роки ХХ-го століття.

## Правила

### Ігрове поле

Футбольне поле

У гельський футбол грають на трав'яному газоні. Поле для гельського футболу схоже за своїми розмірами на поле для гри в регбі, але значно ширше. Довжина майданчика становить 130—145 м, а ширина — 80-90 м. Розміри поля для гравців у віці восьми, десяти, дванадцяти, чотирнадцяти та шістнадцяти років можуть бути меншими.
На двох кінцях поля розташовані H-подібні ворота висотою 6 м. Ворота влаштовано з двох стовпів, розташованих на відстані 6,4 м один від одного. На висоті 2,44 м стовпи з'єднані поперечиною. За воротами встановлено ще два стовпи, висота яких дещо менша. Сітка воріт прилаштована до поперечини та задніх стовпів.
Перпендикулярно довгій стороні поля на відстані 13, 20 і 45 м від кінцевих сторін — проведено лінії, які розділюють поле на зони: в одній зоні можна грати тільки ногами, в другій дозволяється кидати м'яч рукою.

### Розташування гравців на полі
На полі гравці розташовуються в певному порядку. На відміну від футболу, тут, як і в регбі, кожен гравець має свою позицію, яка не змінюється. Інколи гравці можуть мінятися позиціями, але це відбувається лише за вказівкою тренера або капітана команди.
Нижче наводиться перелік позицій гравців.

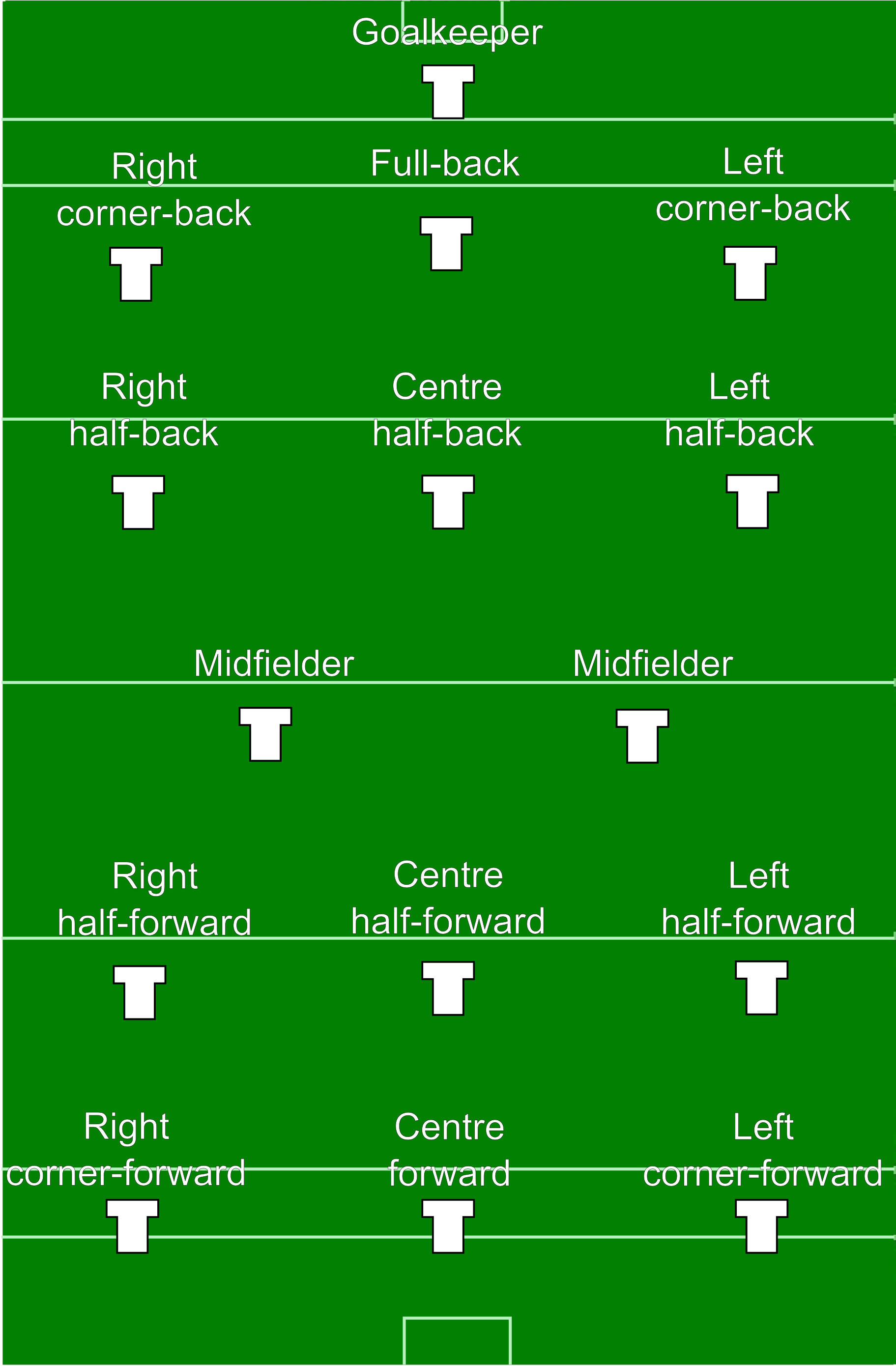

## Зведена таблиця
| №     | Позиція                 | Назва                | Альтернативна назва | Ірландська назва      |
| ----- | ----------------------- | -------------------- | ------------------- | --------------------- |
| 1     | Воротар                 | Goalkeeper           | Goalie, Keeper      | Cúl báire             |
| 2     | Правий кутовий захисник | Right corner back    | Right full back     | Lánchúlaí deas        |
| 3     | Опорний захисник        | Full back            |                     | Lánchúlaí láir        |
| 4     | Лівий кутовий захисник  | Left corner back     | Left full back      | Lánchúlaí clé         |
| 5     | Правий півзахисник      | Right half back      | Right wing back     | Leathchúlaí deas      |
| 6     | Центральний півзахисник | Centre half back     | Centre back         | Leathchúlaí láir      |
| 7     | Лівий півзахисник       | Left half back       | Left wing back      | Leathchúlaí clé       |
| 8 і 9 | Півзахисник             | Midfielders          | Centre-field        | Lár na páirce         |
| 10    | Правий півнападник      | Right half forward   | Right wing forward  | Leatosaí deas         |
| 11    | Центральний півнападник | Centre half forward  | Centre forward      | Leatosaí láir         |
| 12    | Лівий півнападник       | Left half forward    | Left wing forward   | Leatosaí clé          |
| 13    | Правий кутовий нападник | Right corner forward | Right full forward  | Lántosaí deas         |
| 14    | Центральний нападник    | Full forward         |                     | Lántosaí láir         |
| 15    | Лівий кутовий нападник  | Left corner forward  | Left full forward   | Lántosaí clé          |
| 16+   | Запасні                 | Substitutes          | Subs                | Fir ionad / Mná ionad |

## Гравці
Завдання воротаря полягає в захисті воріт, недопущенні м'яча до них. Ірландський воротар має бути статною, дуже сильною та хороброю людиною. Воротареві дозволяється пересуватися по всьому полю, проте щойно він залишає зону пенальті, до нього застосовуються правила, як до звичайного польового гравця. У штрафному майданчику іншими гравцям забороняється нападати на воротаря.

### Захисники

#### Правий кутовий захисник
Правий кутовий захисник захищає свою ділянку від лівого правого нападника суперника. Він грає на 20-метровій лінії. У цього гравця повинна бути висока стартова швидкість та гарна координація. Особливих вимог до сили та витривалості немає.

#### Опорний захисник
Опорний захисник відіграє одну з основних ролей на полі. Він відповідає за організацію всієї оборони перед своїми воротами. Як правило, це фізично найрозвиненіший гравець у команді.

#### Лівий кутовий захисник
Лівий кутовий захисник захищає свою ділянку від правого нападника суперника. Він грає на 20-метровій лінії. У цього гравця повинна бути висока стартова швидкість та гарна координація. Особливих вимог до сили та витривалості немає.

### Півзахисники

#### Правий півзахисник
Напівзахисник відіграє меншу, ніж захисник, оборонну роль. Він грає між 45-метровою лінією та серединою поля, захищається від півнападників суперника. Його завданням також є виконання проривів від 45-метрової лінії з метою перенесення гри в лінію півнападників чи нападників.

#### Центральний півзахисник
Відіграє однакову з правим та лівим півзахисниками роль та діє між 45-метровою лінією та серединою поля. Інколи використовується як третій півзахисник.

#### Лівий півзахисник
Лівий півзахисник відіграє меншу, ніж захисник, оборонну роль. Він грає між 45-метровою лінією та серединою поля та захищається від півнападників суперника. Його завданням також є виконання проривів від 45-метрової лінії з метою перенесення гри в лінію півнападників чи нападників.

#### Півзахисник
Завдання півзахисників, які зазвичай носять 8 і 9 номери, полягає в тому, аби піймати м'ячі, які вибиває свій воротар або воротар суперника. Він діє як ланка зв'язку між обороною та нападом команди. Півзахисника вважають одним з найважливіших гравців на полі.

### Півнападники

#### Правий півнападник
Завдання правого півнападника полягає в підтримці атаки команди та доставленні м'яча до лінії нападу. Він діє від центру поля до 45-метрової лінії суперника.

#### Центральний півнападник
Завдання центрального півнападника полягає в підтримці атаки команди та доставленні м'яча до лінії нападу. Він діє від центру поля до 45-метрової лінії суперника. На нього також покладена відповідальність за удари по воротах суперника.

#### Правий півнападник
Завдання правого півнападника полягає в підтримці атаки команди та доставленні м'яча до лінії нападу. Він діє від центру поля до 45-метрової лінії суперника.

### Нападник

#### Правий кутовий нападник
Грає під номером «13» та має завдання забивати голи. Діє поблизу 21-метрової лінії суперника.

#### Full Forward
Відіграє основну роль в отриманні очок. Діє поблизу 21-метрової лінії суперника.

#### Лівий кутовий нападник
Грає під номером «15» та має завдання підтримувати прориви центрального нападника. Діє поблизу 21-метрової лінії суперника.

### Запасні
Запасні гравці мають номери від «16» і до «30». Під номером «16» грає запасний воротар.

## Тривалість матчу
Стандартний футбольний матч для дорослих та юнаків до 21 року триває 60 хвилин. Гра складається з двох таймів по 30 хвилин. Тривалість матчу дорослих команд становить 70 хвилин (2 тайми по 35 хвилин). Юнаки до 12 років грають по 20 або 25 хвилин за період.
У разі нічиєї проводяться додаткові тайми по 10 хвилин, або ж перегравання матчу.

## Команди
До складу команд входять 15 польових гравців: 1 воротар, 2 крайні захисники, 1 захисник (замок), 2 півзахисники сутички, 1 центральний захисник, 2 півзахисники, 2 півнападники, 2 крайні нападники та 1 центральний форвард. На лавці запасних можуть перебувати 15 запасних футболістів, з яких п'ятьом дозволяється брати участь у грі. У кожного гравця має бути свій номер. Номер «один» повинен бути у воротаря. Колір одягу воротаря має відрізняться від кольору одягу гравців його команди.

## М'яч

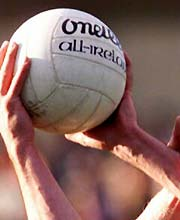
М'яч

У ґельському футболі використовується круглий шкіряний м'яч, який складається з 18 чоритикутних подовгастих панелей горизонтального прошиву. М'яч схожий на традиційний волейбольний, проте відмінний більшою вагою та розміром. Окружність — 68-70 см, вага — 480-500 г. Вдаряти по м'ячу дозволяється як ногою, так і рукою, стиснутою в кулак.

## Ворота
Ворота в гельському футболі подібні зі звичайними футбольними воротам, проте штанги продовжені над сіткою.

## Очки
За м'яч, який забито в сітку, дається три очки; між продовженими стійками воріт-штангами , над перекладиною — одне очко.

## Змагання

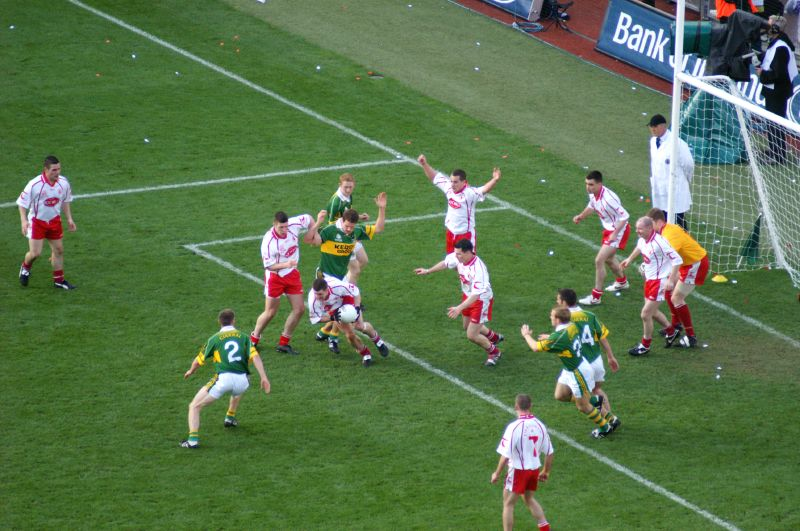
Фінал гри між Керрі та Тайрон, 2005 рік

В Ірландії чемпіонат із гельського футболу відбувається під егідою Гельської атлетичної федерації (ірл. Cumann Lúthchleas Gael, англ. Gaelic Athletic Association). Існує кілька дивізіонів. До складу найвищого дивізіону входять 15 команд. Кожен рік у третю неділю вересня в Дубліні на стадіоні Крок Парк відбувається Всеірландський фінал.
Також проводилися й зустрічі між Ірландією та Австралією за змішаними правилами гельського та австралійського футболу (т. зв. футбол за міжнародними правилами англ. International rules futball).